# Парфенково (Ярославская область)
Парфенково — деревня Артемьевского сельского округа Артемьевского сельского поселения Тутаевского района Ярославской области .
Деревня находится на юге сельского поселения, к юго-западу от Тутаева. Она расположена на возвышенности на левом берегу реки Медведка, отделённая от него песчаным карьером.  По левому берегу Медведки проходит дорога, которая на расстоянии около 1 км к северо-западу выходит к деревне Вышницы. На противоположном правом берегу Медведки, напротив Парфенково на большой возвышенности ранее стояли деревни Кузьминское и Максимовское .
Деревня Парфенкова указана на плане Генерального межевания Борисоглебского уезда 1792 года. В 1825 Борисоглебский уезд был объединён с Романовским уездом. По сведениям 1859 года деревня относилась к Романово-Борисоглебскому уезду .
На 1 января 2007 года в деревне Парфенково не числилось постоянных жителей . По карте 1975 г. в деревне жило 12 человек. Почтовое отделение, находящееся в городе Тутаев, обслуживает в деревне Парфенково дома на четырёх улицах: Полевая (7 домов), Новая (9 домов), Садовая (11 домов), Центральная (5 домов) .